# Cleptometopus ochreomaculatus
Cleptometopus ochreomaculatus är en skalbaggsart som beskrevs av Stefan von Breuning 1982. Cleptometopus ochreomaculatus ingår i släktet Cleptometopus och familjen långhorningar. Inga underarter finns listade i Catalogue of Life.